# ジョシュ・ルーキー
- ジョシュ・ルーキ
- ジョシュ・ルーク

ジョシュア・ウィリアム・ルーキー（Joshua William Lueke、1984年12月5日 - ）は、アメリカ合衆国ケンタッキー州ハイランドハイツ出身のプロ野球選手（投手）。右投右打。
NPBではジョシュ・ルーキと末尾は伸ばさない表記だった。

## 経歴

### プロ入りとレンジャーズ傘下時代
2007年のMLBドラフト16巡目（全体500位）でテキサス・レンジャーズから指名された。6月18日に契約を結びプロ入りを果たした。
2008年5月に強姦容疑で逮捕され、司法取引により42日間の勾留の後保護観察処分とされた。
2009年4月29日にベーカーフィールド・ブレイズと契約を結んだ。5月28日に出場停止処分を受けた。10月2日に解除された。
2010年4月2日に傘下A級ヒッコリー・クロウダッズへ配属された。5月21日に傘下AA級フリスコ・ラフライダーズに昇格した。

### マリナーズ時代
2010年7月9日にクリフ・リー、マーク・ロウとのトレードで、ジャスティン・スモーク、ブレイク・ベバン、マット・ローソンと共にシアトル・マリナーズへ移籍した。7月14日に傘下AA級ウェストテン・ダイヤモンドジャックスへ配属された。7月31日に傘下AAA級タコマ・レイニアーズへ昇格した。レンジャーズ時代に起こした強姦事件の詳細が明らかになり、現時点でも保護観察中であり、マリナーズが婦女暴行撲滅キャンペーンを行っていることもあって、メディアやファンから保護観察中の選手を獲得したことに対する批判が高まった。マリナーズ側は「事情を知らなかった」と説明したが、スカウト部長が解任される事態に発展した。8月31日にアリゾナ・フォールリーグへ派遣され、ピオリア・ハベリーナズに配属された。11月19日にメジャー契約を結び、40人枠に登録された。
2011年は開幕ロースターに入り、4月3日のオークランド・アスレチックス戦でメジャーデビュー。4月25日にオプションで傘下AAA級タコマへ降格した。7月21日にメジャーに昇格した。最終的にはAAAとの往復もあり、MLBでは25試合の登板で防御率は6.06だったが、投球内容から算出するFIPは3.24であった。

### レイズ時代
2011年11月27日にジョン・ジェイソとのトレードでタンパベイ・レイズに移籍した。
2012年3月27日にオプションで傘下AAA級ダーラム・ブルズへ降格した。4月6日にメジャーに昇格した。4月14日にオプションで傘下AAA級ダーラムへ降格した。5月15日にメジャーに昇格した。5月19日にオプションで傘下AAA級ダーラムへ降格した。7月31日にメジャーに昇格した。8月2日にオプションで傘下AAA級ダーラムへ降格した。10月4日にメジャーに昇格した。
2013年3月16日にオプションで傘下AAA級ダーラムへ降格した。5月10日にメジャーに昇格した。6月1日にオプションで傘下AAA級ダーラムへ降格した。6月16日にメジャーに昇格した。6月22日にオプションで傘下AAA級ダーラムへ降格した。8月9日にメジャーに昇格した。8月13日にオプションで傘下AAA級ダーラムへ降格した。9月1日にメジャーに昇格した。10月2日にマイナーリーグに配属された。10月12日にメジャーに復帰した。
2014年は開幕ロースター入りした。25試合に登板し、1勝2敗、防御率5.64と結果を残せず8月9日にメジャーに昇格した、6月7日にDFAとなった。6月9日にAAA級ダーラム・ブルズへ降格した。オフの11月3日にFAとなった。

### メキシカンリーグ時代
2015年2月17日にメキシカンリーグのシウダーデルカルメン・ドルフィンズと契約を結んだ。オフはドミニカ共和国のウィンターリーグでプレー。

### ヤクルト時代
2015年12月24日に、東京ヤクルトスワローズと契約を締結したことが球団から発表された。
2016年は主に8回を任され、秋吉亮と共に勝利の方程式を担う。最終的にリーグ3位の69試合に登板し、リーグ3位の33ホールドを記録した。この活躍が認められ、2017年シーズンの残留が決定した。
2017年もセットアッパー・クローザーを任され、61試合に登板し防御率2点台を記録したが、契約交渉が難航し、オフに退団となった。

### ヤクルト退団後
2018年3月22日にメキシカンリーグのドゥランゴ・ジェネラルズと契約したが、4月21日にトレードでモンクローバ・スティーラーズに移籍した。この年はオールスターゲームに選出されるなど、2球団合計で46試合に登板して28セーブを挙げる活躍だった。オフはドミニカ共和国のウィンターリーグであるリーガ・デ・ベイスボル・プロフェシオナル・デ・ラ・レプブリカ・ドミニカーナ（LIDOM）に参加し、レオネス・デル・エスコヒードに所属した。
2019年4月3日にプエブラ・パロッツと契約した。開幕から20試合の登板で1勝1敗9セーブ、防御率4.64、WHIP1.64と前年とは一転して不調に陥り、5月22日にFAとなった。5月27日に独立リーグであるアトランティックリーグのロングアイランド・ダックスと契約。6月27日にメキシカンリーグのユカタン・ライオンズに移籍した。ユカタンでは25試合に登板して0勝1敗13セーブ、防御率1.38と復調した。オフは前年同様にLIDOMのレオネス・デル・エスコヒードに所属した。
2020年は新型コロナウイルスの感染拡大の影響でメキシカンリーグが開催中止となったため、公式戦での出場は無かった。
2021年は2年ぶりにユカタン・ライオンズに所属。27試合に登板して0勝0敗12セーブ、防御率2.17という成績だった。オフはLIDOMのトロス・デル・エステとヒガンテス・デル・シバオに所属した。
2022年1月13日にラグナ・ユニオン・コットンファーマーズと契約を結んだ。

## 詳細情報

### 年度別投手成績
| 年 度    | 球 団    | 登 板 | 先 発 | 完 投 | 完 封 | 無 四 球 | 勝 利 | 敗 戦 | セ 丨 ブ | ホ 丨 ル ド | 勝 率 | 打 者 | 投 球 回 | 被 安 打 | 被 本 塁 打 | 与 四 球 | 敬 遠 | 与 死 球 | 奪 三 振 | 暴 投 | ボ 丨 ク | 失 点 | 自 責 点 | 防 御 率 | W H I P |
| -------- | -------- | ----- | ----- | ----- | ----- | -------- | ----- | ----- | -------- | ----------- | ----- | ----- | -------- | -------- | ----------- | -------- | ----- | -------- | -------- | ----- | -------- | ----- | -------- | -------- | ------- |
| 2011     | SEA      | 25    | 0     | 0     | 0     | 0        | 1     | 1     | 0        | 2           | .500  | 142   | 32.2     | 34       | 2           | 13       | 1     | 0        | 29       | 5     | 0        | 22    | 22       | 6.06     | 1.44    |
| 2012     | TB       | 3     | 0     | 0     | 0     | 0        | 0     | 0     | 0        | 0           | ----  | 21    | 3.1      | 9        | 0           | 3        | 0     | 0        | 2        | 0     | 0        | 7     | 7        | 18.90    | 3.60    |
| 2013     | TB       | 19    | 0     | 0     | 0     | 0        | 0     | 2     | 0        | 2           | .000  | 99    | 21.1     | 23       | 3           | 12       | 1     | 1        | 25       | 3     | 0        | 12    | 12       | 5.06     | 1.64    |
| 2014     | TB       | 25    | 0     | 0     | 0     | 0        | 1     | 2     | 0        | 0           | .333  | 135   | 30.1     | 38       | 7           | 5        | 1     | 1        | 19       | 0     | 0        | 20    | 19       | 5.64     | 1.42    |
| 2016     | ヤクルト | 69    | 0     | 0     | 0     | 0        | 6     | 6     | 0        | 33          | .500  | 277   | 64.2     | 66       | 6           | 20       | 1     | 5        | 60       | 3     | 0        | 26    | 22       | 3.06     | 1.31    |
| 2017     | ヤクルト | 61    | 0     | 0     | 0     | 0        | 4     | 6     | 7        | 22          | .400  | 257   | 60.2     | 54       | 6           | 19       | 2     | 2        | 70       | 3     | 2        | 24    | 20       | 2.97     | 1.20    |
| MLB：4年 | MLB：4年 | 72    | 0     | 0     | 0     | 0        | 2     | 5     | 0        | 4           | .286  | 397   | 87.2     | 104      | 12          | 33       | 3     | 2        | 75       | 8     | 0        | 61    | 60       | 6.16     | 1.56    |
| NPB：2年 | NPB：2年 | 130   | 0     | 0     | 0     | 0        | 10    | 12    | 7        | 55          | .455  | 534   | 125.1    | 120      | 12          | 39       | 3     | 7        | 130      | 6     | 2        | 50    | 42       | 3.02     | 1.27    |

- 2018年度シーズン終了時

### NPB記録
- 初登板・初ホールド：2016年3月27日、対読売ジャイアンツ3回戦（東京ドーム）、7回裏に2番手で救援登板、1回無失点
- 初奪三振：同上、7回裏に立岡宗一郎から空振り三振
- 初勝利：2016年4月14日、対読売ジャイアンツ6回戦（明治神宮野球場）、7回表に3番手で救援登板、2回無失点
- 初セーブ：2017年8月3日、対読売ジャイアンツ16回戦（明治神宮野球場）、9回表に5番手で救援登板・完了、1回無失点

### 背番号
- 31 （2011年）
- 52 （2012年 - 2014年）
- 53 （2016年 - 2017年）
- 99 （2018年）
- 97 （2019年）